# Conquesta del Zamindawar i guerra amb els Nekudaris (desembre 1383-gener 1384)
La conquesta del Zamindawar i la guerra amb els Nekudaris fou un conflicte militar que es va desenvolupar a la regió de Bust i Kandahar el desembre de 1383 i gener de 1384
Procedent de Zaranj, Timur va avançar a l'est cap a Bust. Es va ocupar la fortalesa de Tak, que fou restaurada; al arribar al Helmand es va destruir l'edificació anomenada Presa de Rustem, de la que no va quedar rastre. Van passar per Kuke Kala; allí van saber que Tumen Nekudari s'havia dirigit cap a Kidge (al sud-est de Bust) i cap al regne de Makran. Timur va enviar a Miran Shah, i l'amir Muhammad Mireke (fill de Shir Bahram) i va designar diversos amirs per acompanyar-lo: Hajji Saif al-Din Barles, Shaikh Ali ibn Arghun Barles, Sevinjik Bahadur, i algun altre. Van passar el desert al sud de Bust i van trobar als Nekudaris acampats a la plana de Karan. Tumen va agafar immediatament posició de combat. Saif al-Din, que era amic seu, va intentar convèncer-lo de que es sotmetés i que no tenia res a témer però fou inútil. El combat va començar i Tumen va resultar mort aviat d'un cop de llança; el seu cap fou enviat a Timur.
L'exèrcit de Timur va seguir avançant seguint el riu Helmand. En una acampada va anar a visitar a Timur el senyor de Mam Katu, que era qui anys abans havia ferit a Timur a la ma (la ferida de la cama l'havia deixat coix, la de la ma només li provocava molèsties principalment per anar a cavall). Quan Mam Katu va entregar els regals que portava a Timur aquest el va reconèixer i el va fer detenir i executar de tirs de fletxa. Després les seves forces van ocupar Mam Katu i Kala Furk (Fortalesa Roja). Una mica mes endavant, a Hezarpez, tres mil homes dels Nekudaris s'havien reunit a les terres del sede (una companyia de 100 guerrers) de Tukai i havien ocupat els passos de muntanya. Els timúrides van haver d'assaltar aquests passos i lluitar durament però al final van aconseguir obrir pas; alguns defensors foren tirats de dalt a baix de la muntanya i altres morts a cops d'espasa; amb els caps tallats es van fer munts. De Hezarpez van seguir cap a Dehne que estava en poder de l'horda de Tagatxi; fou presa per assalt i els defensors executats. Els caps tallats van formar nous munts.
Tamerlà va sotmetre tot seguit al poble dels uganis que vivien a les muntanyes Sulayman i es va dirigir aleshores cap a Kandahar. Va enviar per endavant a Jahan Shah Bahadur (fill de Jaku Barles), Mubashir Bahadur i Iskandar-i Shaykhi que inicialment nomes anaven a començar a preparar el setge però van veure una oportunitat i van assaltar la ciutat per sorpresa i se’n van apoderar. El governador fou fet presoner i enviat a la cort de Timur on fou penjat. Timur va concedir diversos regals a Jahan Shah Bahadur i el va enviar a Kalat, ciutat al sud de Kandahar que l'amir va assetjar i va assaltar diverses vegades, a vegades avançant i altres sent rebutjat; finalment amb la progressiva destrucció de les muralles, va poder entrar a la ciutat i va arrasar tots els edificis. Per la seva part Miran Shah fou enviat a Khuzdar, al sud-est de Kalat. Els dos comandants van tornar gairebé al mateix temps al campament de Timur. Com que de l'expedició de Miran Shah no s'indica cap resultat cal suposar que no va tenir èxit. La mateixa conquesta de Kalat fou temporal i el seu control pels timúrides no va subsistir.
La regió de Kandahar fou donada després per Tamerlà al seu net Pir Muhàmmad ibn Jahangir com a part del seu govern que incloïa també Kabul i Gazni (1392).